# Lathrolestes ensator
Lathrolestes ensator är en stekelart som först beskrevs av Brauns 1898.  Lathrolestes ensator ingår i släktet Lathrolestes och familjen brokparasitsteklar. Arten är reproducerande i Sverige. Inga underarter finns listade i Catalogue of Life.